# Bag de ens facader
Bag de ens facader (danska för Bakom de monotona fasaderna) är en dokumentärfilm inspelad i Köpenhamn mellan juli och december 1960 av Peter Weiss. Filmen visades första gången 1962.